# Saison 4 de Lucifer
Chronologie
Saison 3 Saison 5
La quatrième saison de Lucifer, série télévisée américaine, est composée de dix épisodes, et a été mise en ligne le 8 mai 2019 sur la plateforme Netflix.

## Synopsis
Chloé Decker a découvert que Lucifer Morningstar n'a jamais menti : il est bien le Seigneur des Enfers venu sur Terre. Après être parti loin de Los Angeles pendant un mois, elle revient et reprend son poste, retrouvant un Lucifer confus. Pendant ce temps, Eve, le premier amour de Lucifer, débarque sur Terre. Les retrouvailles entre le diable et la pécheresse originelle pourraient bien conduire à une redoutable prophétie dont Chloé a entendu parler lors de son voyage à Rome...

## Distribution

### Acteurs principaux
- Tom Ellis (VF : Damien Ferrette) : Lucifer Morningstar
- Lauren German (VF : Stéphanie Lafforgue) : lieutenant Chloé Decker
- Kevin Alejandro (VF : Pierre Tessier) : Daniel « Dan » Espinoza / Lieutenant Ducon
- D. B. Woodside (VF : Jean-Louis Faure (acteur)) : Amenadiel
- Lesley-Ann Brandt (VF : Barbara Beretta) : Mazikeen
- Scarlett Estevez (VF : Maryne Bertieaux) : Beatrice « Trixie »
- Aimee Garcia (VF : Dorothée Pousséo) : Ella Lopez
- Rachael Harris (VF : Nathalie Homs) : Dr Linda Martin
- Inbar Lavi (VF : Claire Baradat) : Ève
- Graham McTavish (VF : Féodor Atkine) : le père Kinley et Dromos

Photos des acteurs principaux
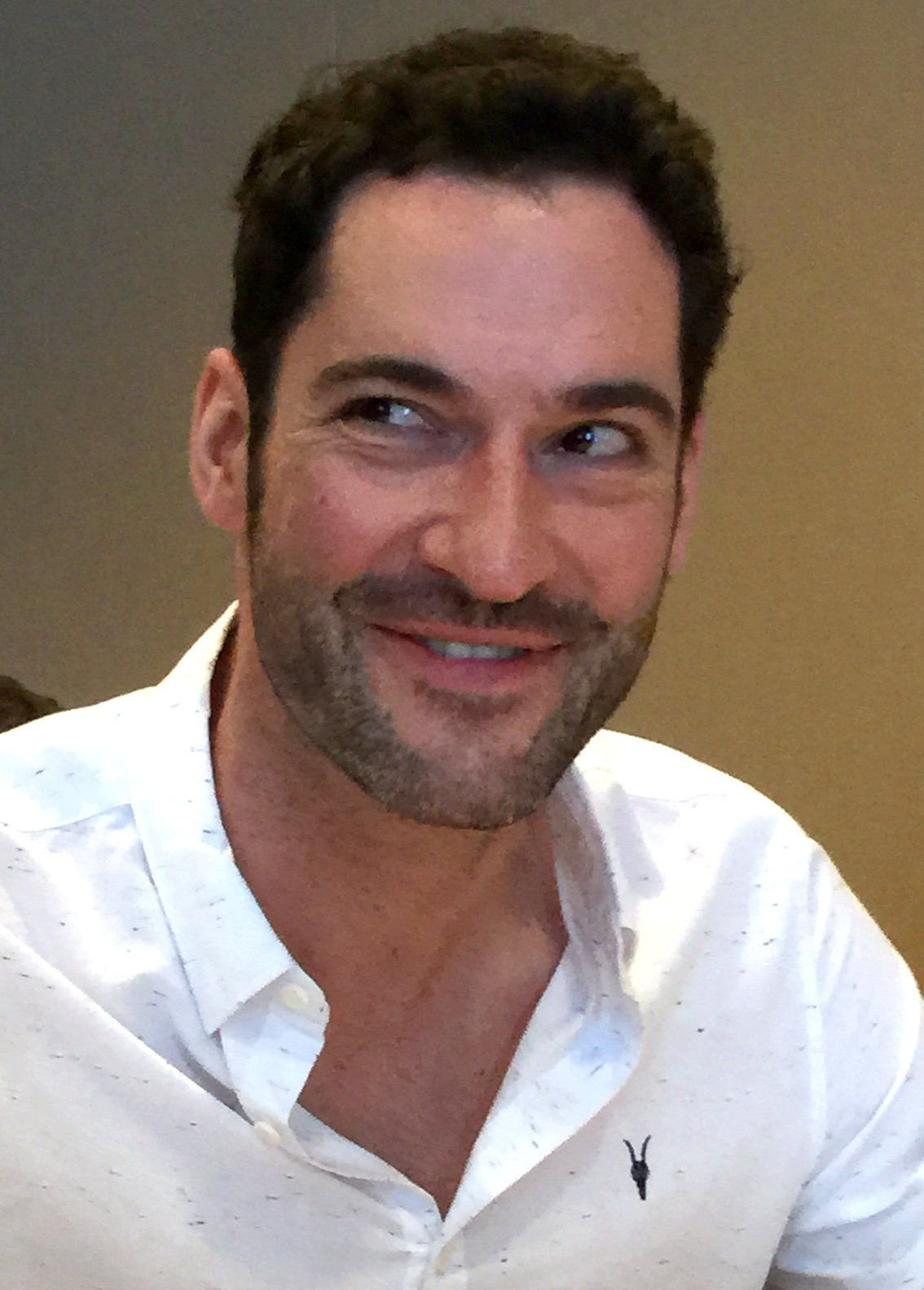
Tom Ellis interprète Lucifer Morningstar.
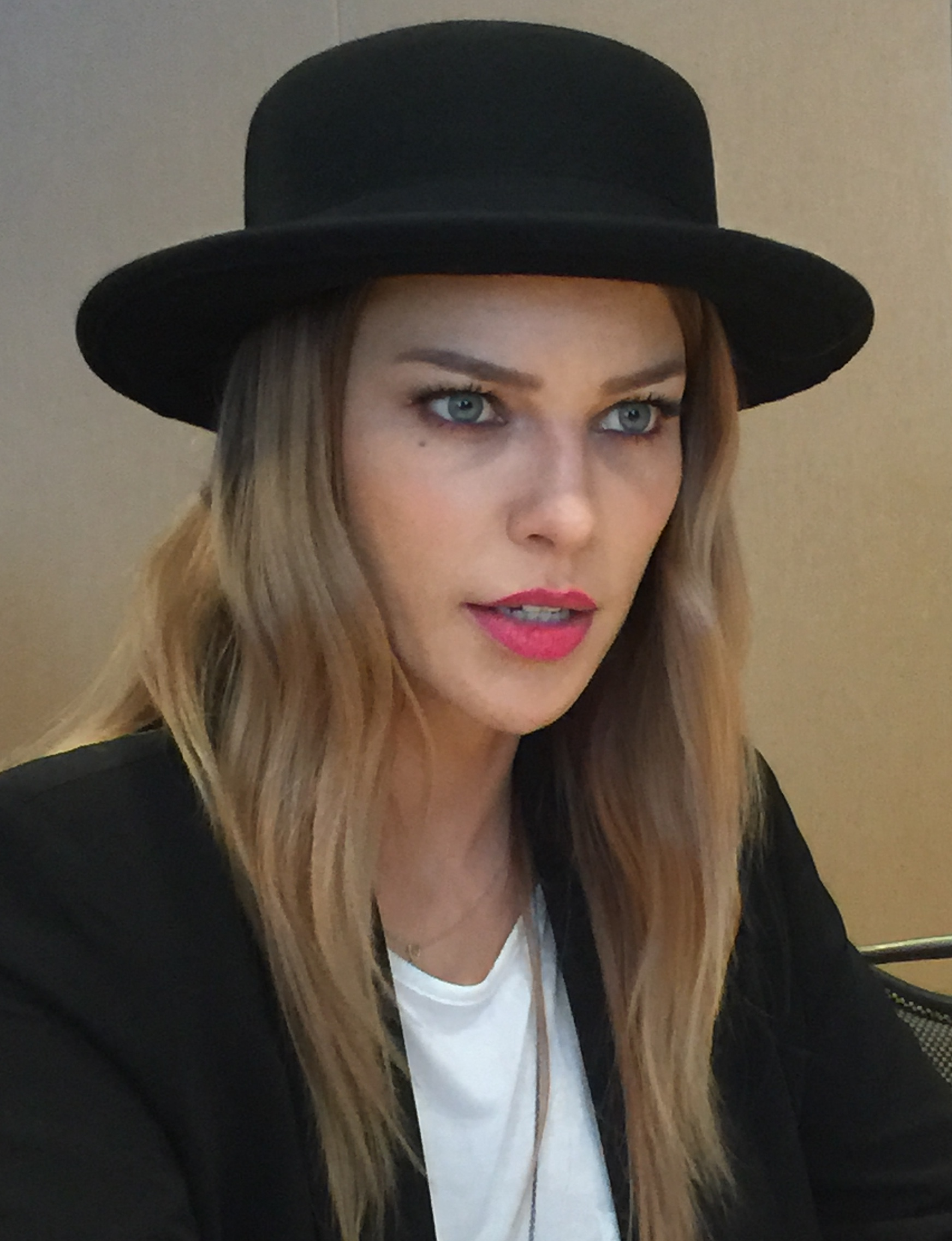
Lauren German interprète Chloé Decker.
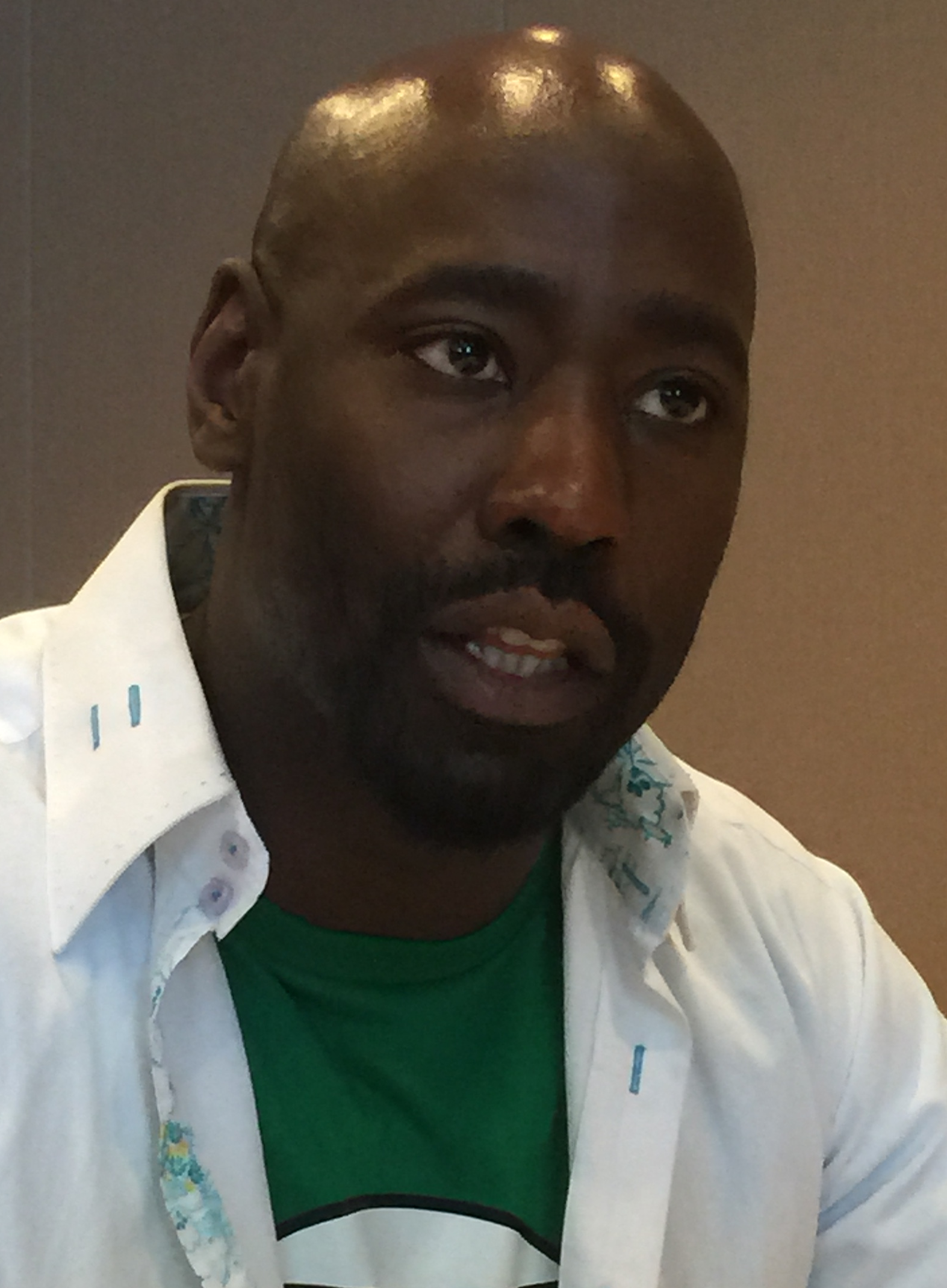
D. B. Woodside interprète Amenadiel.
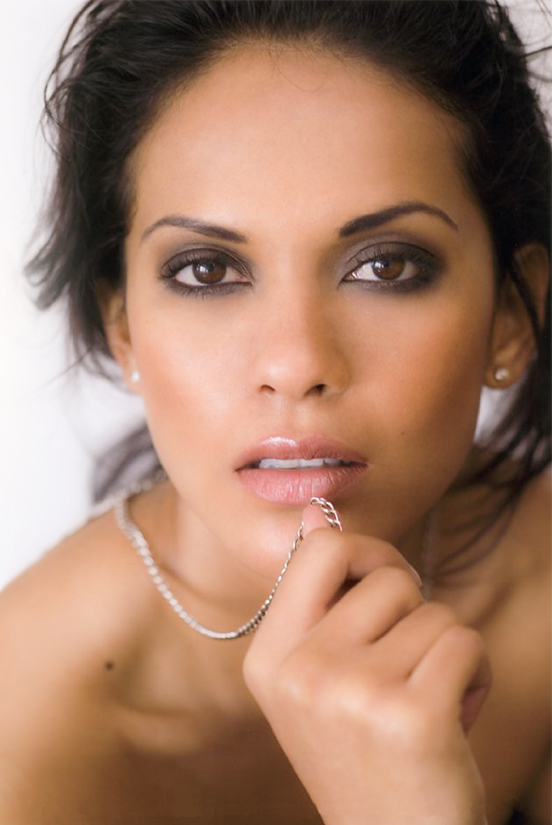
Lesley-Ann Brandt interprète Mazikeen.
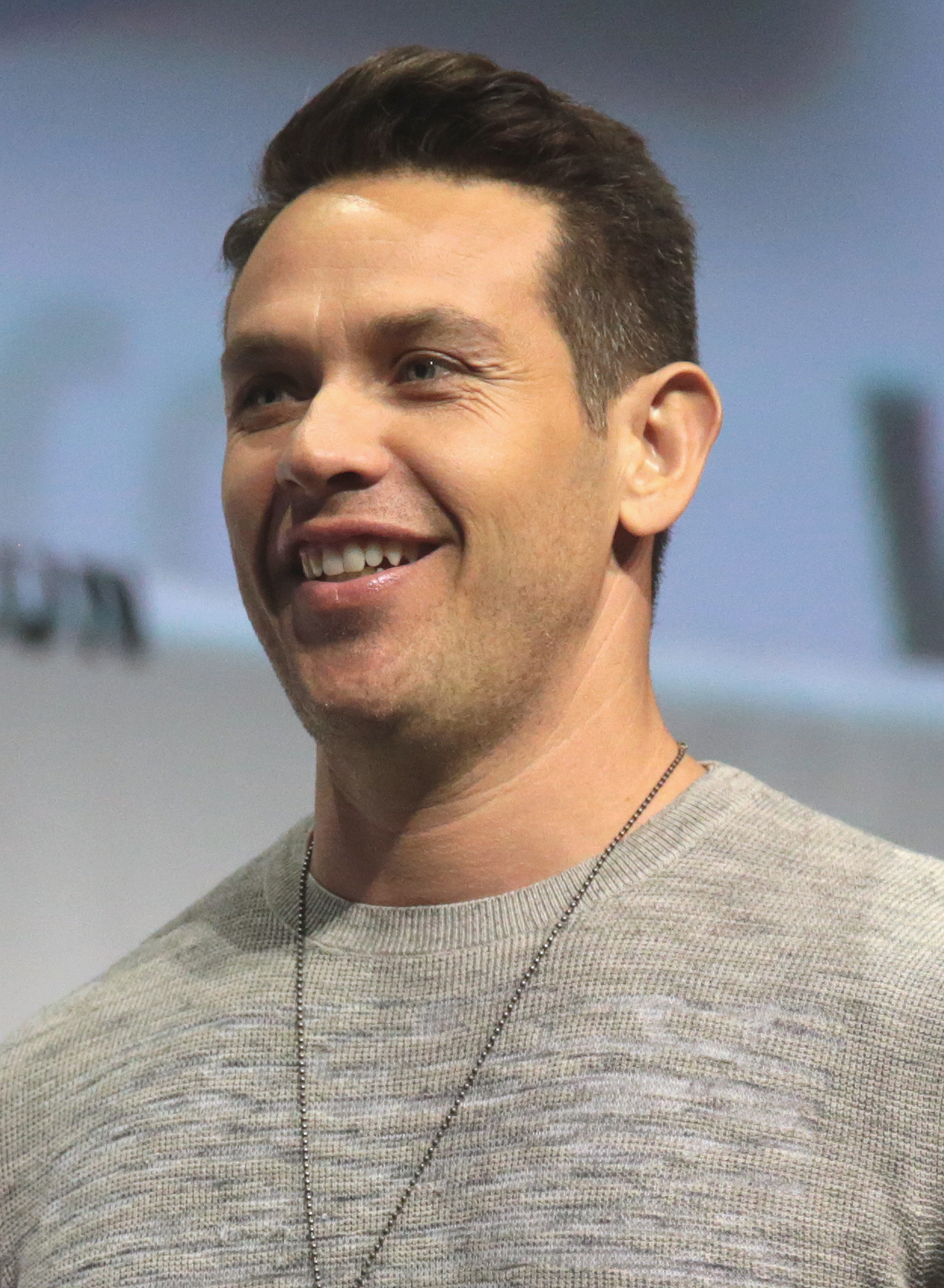
Kevin Alejandro interprète Dan Espinoza.
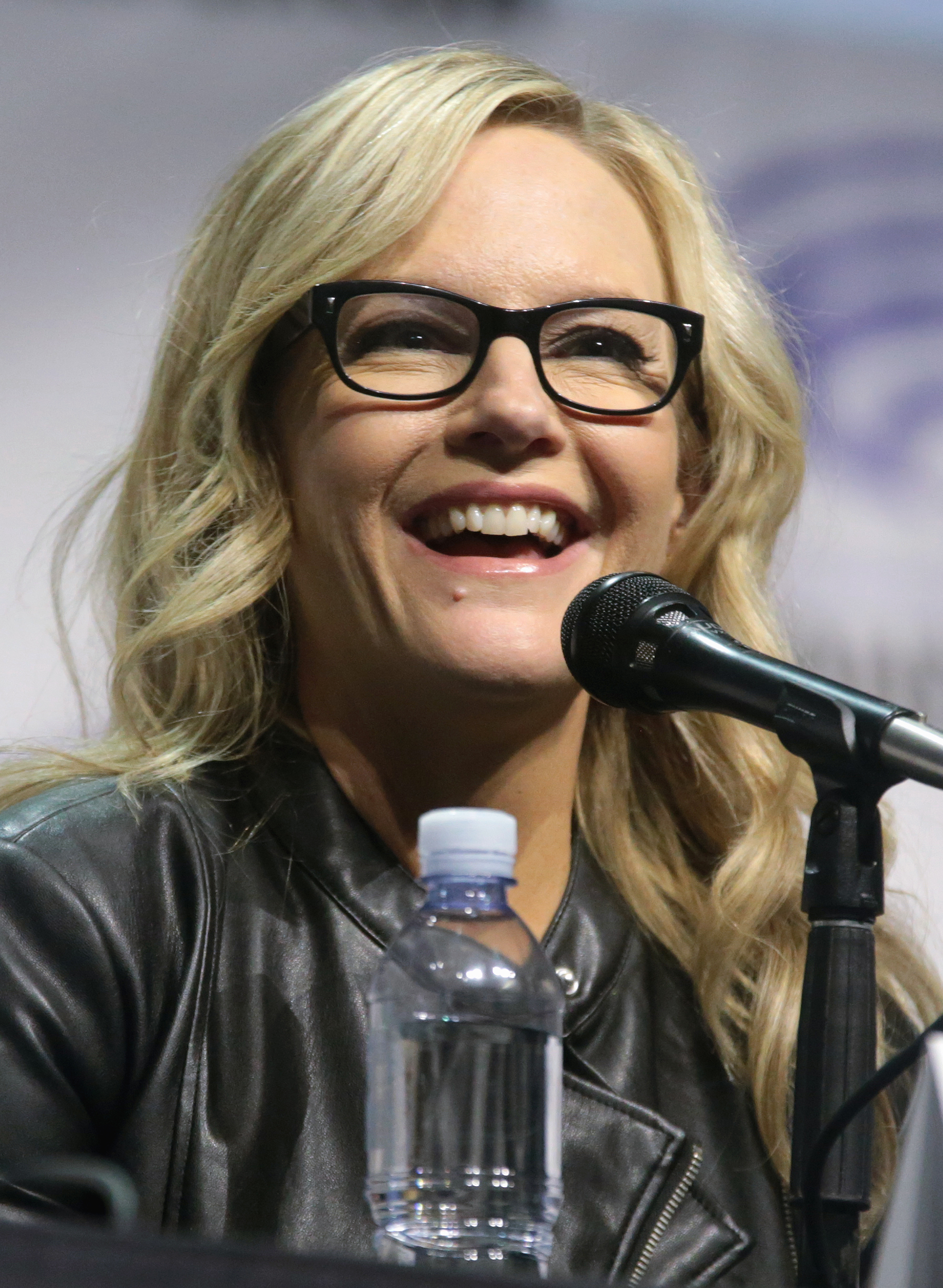
Rachael Harris interprète Linda Martin.
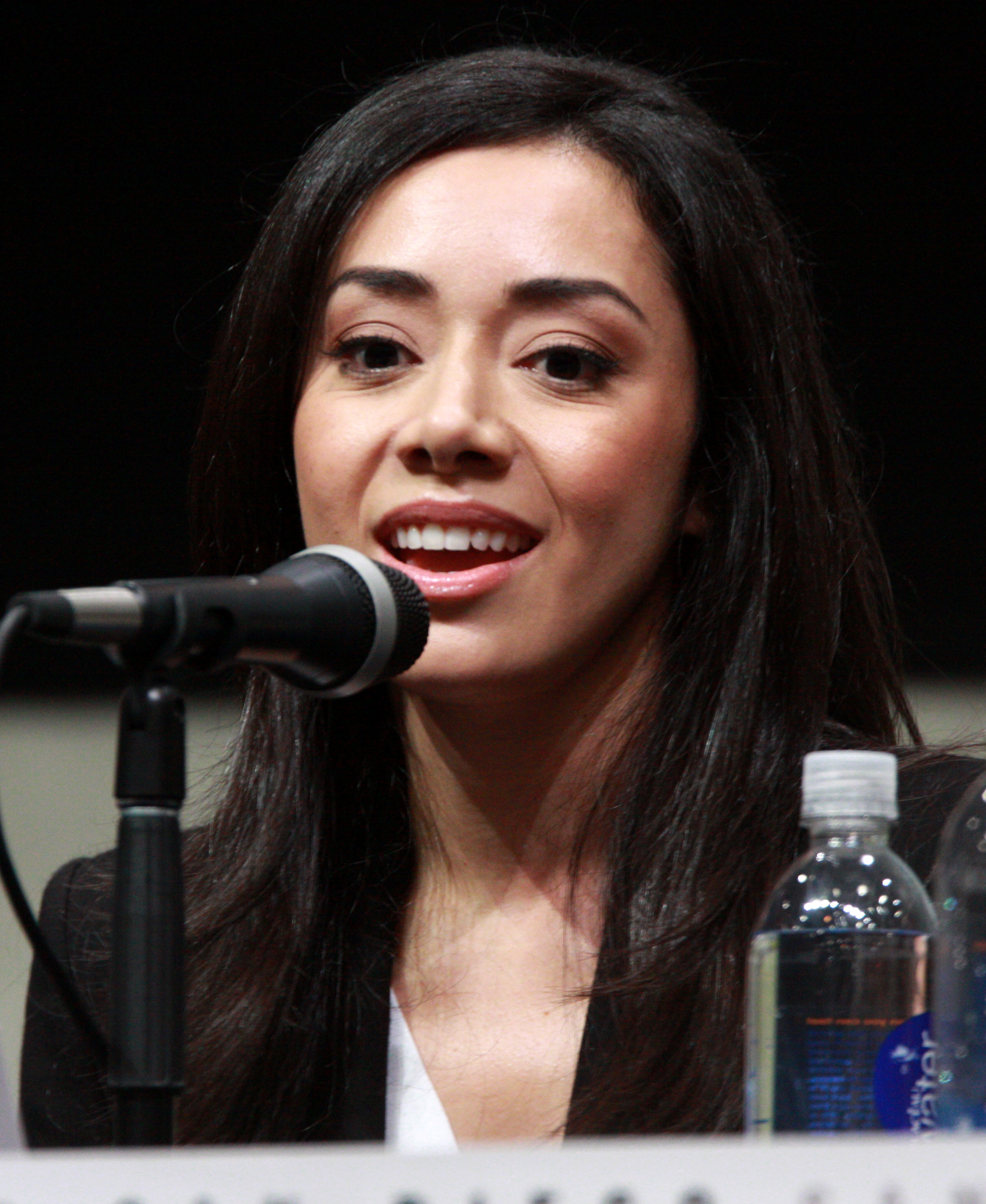
Aimee Garcia interprète Ella Lopez.
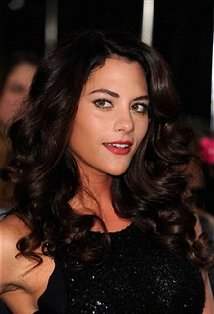
Inbar Lavi interprète Ève.
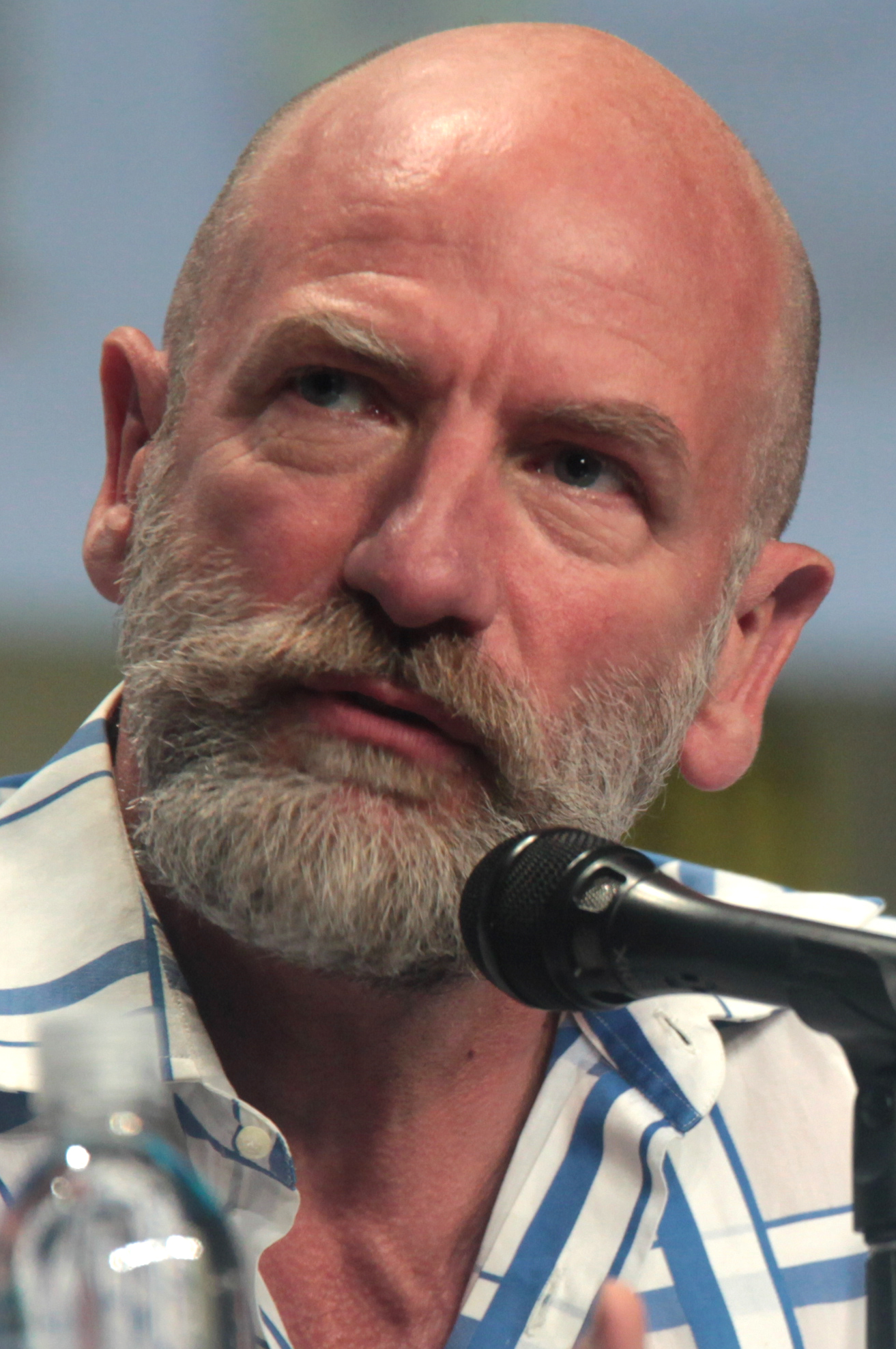
Graham McTavish interprète le père Kinley et Dromos.

### Acteurs récurrents
- Vinessa Vidotto (VF : Rebecca Benhamour) : Rémiel, sœur de Lucifer et Amenadiel (3 épisodes)
- Jeremiah Birkett : Lee Garner / Monsieur Dehors petasse (1 épisode, récurrence à travers les saisons)

### Acteurs invités
- Erik Stocklin : Julian McCaffrey (épisodes 6 et 7)
- Denny Love : Caleb Mayfield (épisode 8)

## Production

### Développement
Le 15 juin 2018, la série, rachetée par Netflix, est renouvelée pour une quatrième saison composée de dix épisodes.

### Attribution des rôles
En août 2018, Inbar Lavi obtient un rôle pour cette saison, suivi de Graham McTavish.
En octobre 2018, Vinessa Vidotto obtient un rôle d'invité le temps d'un épisode.

## Liste des épisodes

### Épisode 1:Tout va très bien
- : 8 mai 2019 sur Netflix[6].

- Sasha Roiz : U.S. Marshal Luke Reynolds
- Jeremiah Birkett : Lee
- Bruno Amato : Frank
- Americus Abesamis : Uni
- Alice Rietveld : Lenore
- Thom Rivera : Glenn

### Épisode 2:L'Enfer de Dante
- : 8 mai 2019 sur Netflix

- Graham McTavish (VF : Féodor Atkine) : le père Kinley / Dromos
- Lyndon Smith : Kylie the Rocker
- Cameron Gharaee : Tiko
- Dave Davis : Maury Novak
- Toneey Acevedo : Old Man
- Clint Culp : Joe the Farmer
- Shannon Dee : Jasmine the Model
- Lauren Gaw : Melinda
- Annabelle King : Ilene the Ex-Marine
- Roderick McCarthy : Greyson the Lawyer

### Épisode 3:Homme de peu de foi
- : 8 mai 2019 sur Netflix

- Stephen Schneider: Anders Brody
- Joseph Melendez : Oscar Rivas
- Jon Chaffin : Bishop Hoffman
- Elizabeth Bond : Sally
- Mario Perez : Banger

### Épisode 4:Tout sur Ève
- : 8 mai 2019 sur Netflix

- Inbar Lavi : Eve
- Nicholas Massouh : Bashir Al-Fassad
- Alain Ali Washnevsky : Turkish Pete
- Chris McGarr : Toby Golden
- Marcus Anderson Jr. : Donovan
- Ogy Durham : Odessa

### Épisode 5:Mourir en érection
- : 8 mai 2019 sur Netflix

- Rigo Sanchez : Marco
- Jessy Schram : Leona
- Sergei Dmitriev : Sergei
- Jaleesa Mendez : Coder

### Épisode 6:Trompé de tenue
- : 8 mai 2019 sur Netflix

- Vinessa Vidotto : Remiel
- Erik Stocklin : Julian McCaffrey
- Sean Carrigan : Vince Walker
- Colbert Alembert : Delivery Man
- Amy Anderson : Eleanor Basich

### Épisode 7:Le Propre du diable
- : 8 mai 2019 sur Netflix

- Jere Burns : Jacob Tiernan
- Vinessa Vidotto : Remiel
- Erik Stocklin : Julian McCaffrey
- Owen Harn : Greg 'Pony Boy' Grabowski
- Marlon Aquino : Sam Sofrelli

### Épisode 8:Le Pire Petit Copain
- : 8 mai 2019 sur Netflix

- Denny Love : Caleb Mayfield
- Antwon Tanner : Tahir
- Michael Provost : Nate Mifflin
- Anna Grace Barlow : Lexy Shaw
- Anisha Adusumilli : Mirror Maze
- Howard Chan : Dr. Chan Ahn
- Graham Clarke : Jeffrey Benedict

### Épisode 9:Sauver Lucifer
- : 8 mai 2019 sur Netflix

- Cassi Thomson : Beth Murphy
- Hannah Barefoot : Moira Murphy
- Alexa Alemanni : Lucy
- Genevieve Gauss : Officier Cacuzza

### Épisode 10:C'est qui le nouveau roi de l'enfer?
- : 8 mai 2019 sur Netflix

- Erron Jay : MoNopolize
- Cleveland Berto : Holla Bae
- Mendel Fogelman : Isaac
- Ingrid Kleinig : Lyla Clayborn